# Оттавіо Фарнезе
Оттавіо Фарнезе (італ. Ottavio Farnese; 9 жовтня 1524 — 18 вересня 1586) — герцог Пармський, П'яченцький (1547—1586) і  Кастрівський (1545—1586). Представник  Фарнезького дому. Онук папи римського Павла III. Чоловік принцеси Маргарити, позашлюбної доньки імператора Карла V. Батько пармського герцога Алессандро. Тривалий час вів боротьбу за свої володіння з папським престолом і союзником папи — Австрійською імперією.

## Біографія

### Раннє життя
Народився в Валентано, Сієнська республіка, був другим сином Пьєра Луїджі Фарнезе, герцога Парми і П'яченци, внуком Папи Павла III. 4 листопада 1538 року одружився з Маргаритою Австрійською, позашлюбною дочкою імператора Священної Римської імперії Карла V. Оттавіо було 14 років, коли п'ятнадцятирічна Маргарита неочікувано овдовіла через смерть Александро Медічі, свого першого чоловіка. В тому ж році відбулось їх весілля. Спочатку Маргарита не відчувала до чоловіка ніжних почуттів, але в 1541 році, коли поранений Оттавіо повернувся додому з Алжирської експедиції, відносини в сім'ї покращились.
В 1540 році Оттавіо став сеньйором Камерино, проте відмовився від цього титулу в 1545 році, коли його батько став герцогом Парми і П'яченци. Після вбивства Пьєра Луїджі в 1547 році в Пармі, в це місто були введені австрійські імператорські війська під командуванням Ферранте Гонзага, графа Гуастальського.

### Конфлікт з Папським престолом
Папа Павло III спробував знову отримати контроль над П'яченцою, але цього разу не на користь своєї сім'ї (Фарнезе), а на користь Папської області. Він вимагав від імператора повернення П'яченци, в той же час відхиливши претензії Оттавіо як спадкоємця герцогства Пармського, повернувши йому тільки сеньйорію Камерино. Керування Пармою Папа доручив спеціально направленому в це місто папському легату. Проте Оттавіо не змирився із втратою володінь і спробував відвоювати Парму, але це йому не вдалося. Тоді він вступив в перемовини з австрійським намісником в Пармі Ферранте Гонзага. В той час помирає Папа Павло III (10 листопада 1549 року) і Оттавіо знову намагається домовитись з Гонзага про передачу Парми, але це йому не вдається. Лише в 1551 році новий Папа Юлій III віддав Оттавіо управління над герцогством Парма.

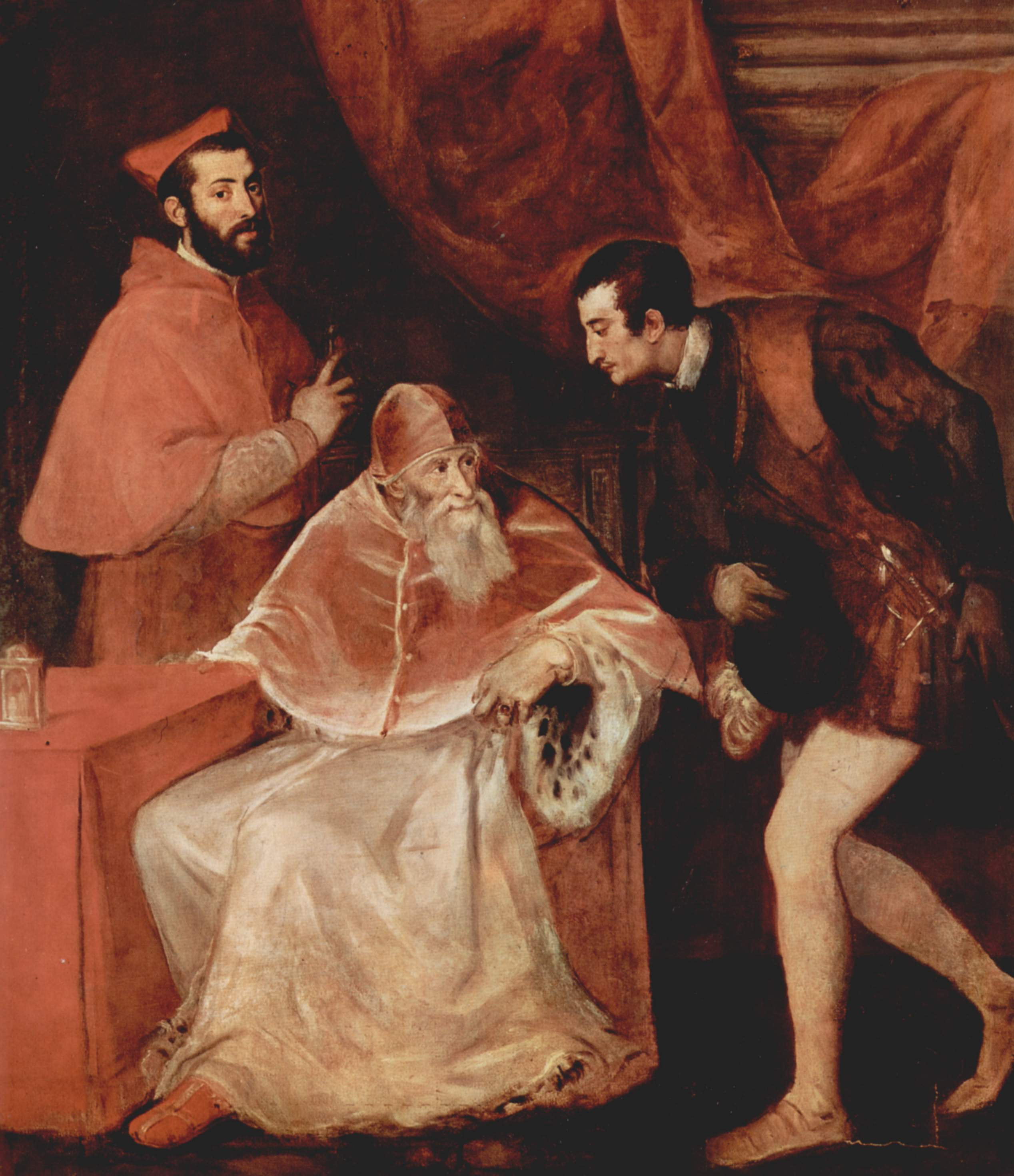
Папа Павло III (в центрі) і Оттавіо Фарнезе (праворуч)

Проте на цьому ворожнеча між Оттавіо і Ферранте Гонзага не закінчується. Ця ворожнеча була спричинена непорозумінням між Оттавіо і його тестем Карлом  V. Ферранте досі відмовлявся віддавати П'яченцу і навіть погрожував захопити Парму. Через це Оттавіо почав шукати собі могутніх союзників за межами Італії. Таким союзником став король Франції Генріх II.
В цій ситуації Папа Юлій III, який потребував підтримки австрійського імператора, на Тридентському соборі відмовився від підтримки Оттавіо і наказав йому віддати герцогство римській курії. Дізнавшись про відмову підкоритися цьому наказу Юлій III наклав на Оттавіо епітимію і конфіскував його володіння які знаходились в Римі. Подібні конфіскації володінь провів і Карл V в Ломбардії.

### Повернення володінь
В цей час в Італію вступили французькі війська, які були скеровані на підтримку Пармського герцогства. Одночасно з цим Ферранто Гонзага взяв в осаду Парму, сподіваючись заволодіти нею до приходу французів. В цих складних умовах Оттавіо і австрійський імператор нарешті змогли домовитись, і Карл V повернув герцогу П'яченцу і інші конфісковані володіння. Наступні 35 років правління Оттавіо Фарнезе були спокійними. Спадкоємцем трону був Александро Фарнезе, інший син, Карло Фарнезе, помер у дитинстві.